# Jean-Pierre Camus
Jean-Pierre Camus (Parigi, 3 novembre 1584 – Parigi, 25 aprile 1652) è stato uno scrittore e vescovo cattolico francese.

## Biografia
Già magistrato e seguace del pensiero di Michel de Montaigne, abbracciò lo stato ecclesiastico e per la sua eloquenza, nonostante non avesse ancora raggiunto l'età canonica di 25 anni, nel 1609 fu proposto da Enrico IV a vescovo di Belley: fu consacrato da Francesco di Sales, di cui fu un fedele discepolo.
Rinunciò al governo della diocesi nel 1629 e si ritirò nell'abbazia di Aunay, di cui fu commendatario; fu poi vicario generale dell'arcidiocesi di Rouen e nel 1649 si stabilì a Parigi, dove si dedicò all'aiuto ai poveri nell'ospizio degli Incurabili.
Luigi XIV lo propose a vescovo di Arras, ma morì prima che da Roma arrivassero le bolle di nomina.
Fu autore di oltre 200 opere di vario genere, tra cui una quarantina di romanzi, anche d'amore, e L'esprit du bienheureux François de Sales, in 6 volumi, pubblicati a Parigi tra il 1639 e il 1641.

## Genealogia episcopale
La genealogia episcopale è:
- Arcivescovo Filippo Archinto
- Papa Pio IV
- Cardinale Marcantonio Bobba
- Arcivescovo Vespasiano Gribaldi
- Vescovo Francesco di Sales
- Vescovo Jean-Pierre Camus